# Labeátok
A labeátok (ógörög Λαβεάται / Labeatai, latin Labeatae) az illírek közé tartozó törzs volt az ókorban, akik az i. e. 4. századtól a róluk elnevezett Labeátiszi-tó nyugati előterében éltek. Szállásterületük, Labeátisz (Λαβεάτις) az i. e. 3. század közepétől az Illír Királyság ardiata uralkodóinak hatalmi centruma volt, ami hozzájárult gazdasági fellendülésükhöz, valamint törzsi területeik déli és keleti irányú megnövekedéséhez. Főbb településeik Szkodra és Meteon voltak. Az i. e. 2. század közepi római hódítást követően egy ideig megőrizték részleges önállóságukat, koinonjuk saját pénzt bocsátott ki, az i. sz 1. századig azonban eltűntek a történelem színpadáról.

## Területük és településeik

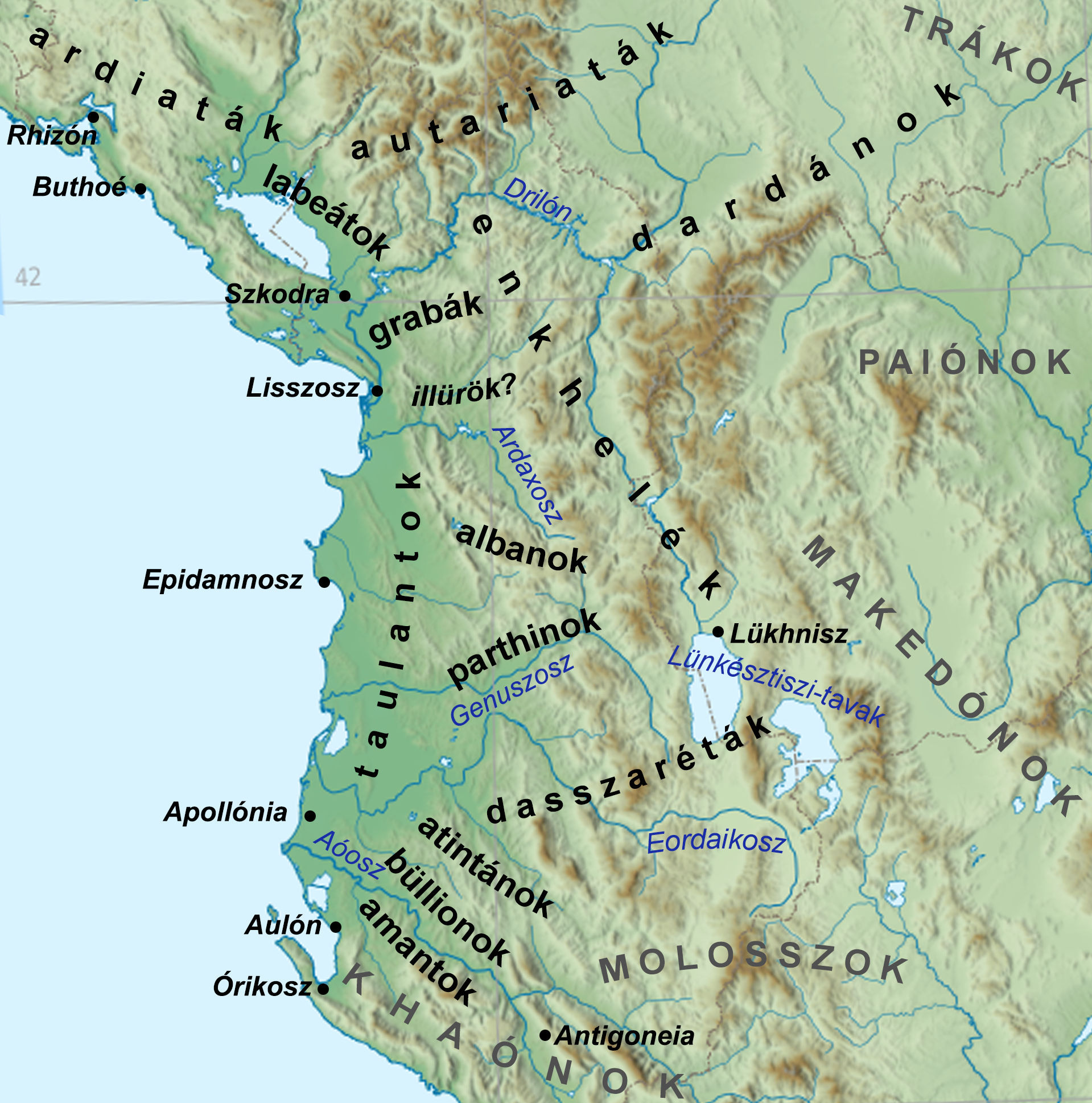
A jelentősebb délillír törzsek hozzávetőleges szállásterülete és szomszédaik az században

A labeátok hagyományos szállásterülete az i. e. 4. században a Labeátiszi-tó (ma Shkodrai-tó) melléke, a tó keleti és északkeleti előtere volt. Labeátisz az i. e. 3. század közepétől az Illír Királyság hatalmi centruma lett, és az ezzel járó gazdasági és demográfiai fejlődés eredményeként a labeátok déli és keleti irányba terjeszkedtek: szállásterületeik déli határa csaknem Lisszoszig ért, elfoglalták az Ardaxosz (Mat) folyó felső völgyét, a Drilón (Drin) völgyén pedig egészen a dardánok földjeiig hatoltak. Polübiosz és Titus Livius tanúsága szerint az i. e. 2. században déli szomszédaik a taulantok voltak, de egyes források a két törzs szállásterülete között helyezik el a grabákat, valamint az illürök hipotetikus törzsét is. Északról az ardiaták szállásterülete határolta Labeátiszt. Az i. e. 1. századra mindez annyiban módosult, hogy a Labeátiszi-tó északi előtérben megjelentek a dokleaták, a grabák pedig a Drilónba behatoló labeátok és az északabbra élő autariaták közé szorultak.
Legfőbb erődített településeik Szkodra és Meteon voltak. Egyes elméletek szerint a szkodraiak (latin névvel Scodrenses) a labeátokétól elkülönülő törzsi csoport volt.

## Történetük
A labeátok akkor jutottak jelentős szerephez az illírek történelmében, amikor országuk, Labeátisz az i. e. 3. század közepétől uralkodó ardiata illír királyok hatalmi centruma lett. Nem alávetettségben éltek, hanem „nemzetalkotó” tényezőként: megszervezték koinonjukat, gazdasági életük fejlődésnek indult, és egészen a római korig megőrizték identitásukat és ethnoszuk különállását. Az i. e. 180-as évektől uralkodó utolsó illír király, Genthiosz azt is engedélyezte számukra, hogy az illír királyi pénzzel azonos súlyú saját pénzt verjenek Szkodrában, amelyeken azonban fel kellett tüntetniük a királyi jelvényeket. A római győzelemmel és az Illír Királyság megszűnésével záruló i. e. 168. évi harmadik római–illír háború után a Római Köztársaság protektorátusa alá vonta és három körzetre osztotta fel a meghódított illír területeket. Ezek egyikét a labeátok törzsi területén, Szkodra tágabb térségében alakították ki. A labeátok a római hódítást követően is megőrizték részleges önrendelkezésüket, és folytatták a pénzverést körülbelül az i. e. 2. század végéig. Érméik kisebb bronzpénzek voltak, amelyek előlapjára Redon tengeristen portréját nyomták, hátlapjukon a korábbi szkodrai érmék mintájára egy lembosz körül úszkáló delfin volt látható, efölött pedig ΛΑΒΙ|ΑΤΑΝ (LABI|ATAN) felírással jelölték ethnoszukat is. Plinius az i. sz. 1. században már letűnt, történelmi törzsként említette a labeátokat.